# Junge Union
La Junge Union (lett. "Giovane Unione", JU) è una federazione giovanile unitaria dei partiti politici tedeschi dell'Unione Cristiano-Democratica e dell'Unione Cristiano-Sociale.
La JU è membro della Gioventù del Partito Popolare Europeo (YEPP), un'organizzazione ombrello per le organizzazioni giovanili cristiano-democratiche e conservatrici in Europa. Lavora a stretto contatto con tutte le organizzazioni partner europee, ma tradizionalmente ha mantenuto stretti legami con la vicina Junge Österreichische Volkspartei (JVP), l'organizzazione giovanile del Partito Popolare Austriaco.
Tutti gli affari internazionali sono coordinati dalla Commissione internazionale, presieduta da Maximilian Mörseburg MdB, Segretario internazionale, e dai suoi vice Manuel Knoll MdL e Moritz Übermuth.

## Presidenti
- Bruno Six (1947–1948)
- Alfred Sagner (1948–1949)
- Josef Dufhues (1949–1950)
- Ernst Majonica (1950–1955)
- Gerhard Stoltenberg (1955–1961)
- Bert Even (1961–1963)
- Egon Klepsch (1963–1969)
- Jürgen Echternach (1969–1973)
- Matthias Wissmann (1973–1983)
- Christoph Böhr (1983–1989)
- Hermann Gröhe (1989–1994)
- Klaus Escher (1994–1998)
- Hildegard Müller (1998–2002)
- Philipp Mißfelder (2002–2014)
- Paul Ziemiak (2014–2018)
- Tilman Kuban (2018-2022)
- Johannes Winkel (dal 2022)[6]